# Pickering—Scarborough-Est (circonscription provinciale)
Circonscription électorale provinciale du Canada
Pickering—Scarborough-Est ((en) Pickering—Scarborough East) est une ancienne circonscription provinciale de l'Ontario représentée à l'Assemblée législative de l'Ontario de 2007 à 2018.

## Géographie
La circonscription se situait dans la région de Toronto, aux abords du lac Ontario, était formée par la partie sud-ouest de la ville de Pickering et la partie sud-est de la ville de Scarborough.
Les circonscriptions limitrophes étaient Ajax—Pickering, Scarborough—Guildwood et Scarborough—Rouge River.

## Historique
| Législature                                                                                  | Années    | Député           | Député        | Parti   |
| -------------------------------------------------------------------------------------------- | --------- | ---------------- | ------------- | ------- |
| Circonscription issue de Pickering—Ajax—Uxbridge, Scarborough-Est et Scarborough—Rouge River |           |                  |               |         |
| 39e                                                                                          | 2007-2011 |                  | Wayne Arthurs | Libéral |
| 40e                                                                                          | 2011-2014 | Tracy MacCharles |               | Libéral |
| 40e                                                                                          | 2014-2018 | Tracy MacCharles |               | Libéral |
| Circonscription dissoute parmi Pickering—Uxbridge et Scarborough—Rouge Park                  |           |                  |               |         |

## Circonscription fédérale
Depuis les élections provinciales ontariennes du 4 octobre 2007, l'ensemble des circonscriptions provinciales et des circonscriptions fédérales sont identiques.